# Marc Fermigier
Marc Fermigier est un physicien français né le 13 mai 1955 à Paris, spécialiste d'hydrodynamique physique, directeur des études de l'ESPCI ParisTech entre 2009 et 2014.

## Biographie
Ingénieur diplômé de l'École supérieure de physique et de chimie industrielles de la ville de Paris (ESPCI Paris) en 1978 (93e promotion), Marc Fermigier est nommé maître de conférences du laboratoire d'hydrodynamique de l'ESPCI en 1982 après avoir effectué un doctorat sous la direction d'Étienne Guyon. Il est professeur associé de l'Université Stanford en 1990. Il est nommé professeur de l'ESPCI ParisTech en 1995. Marc Fermigier est également responsable de la filière Sciences du cycle pluridisciplinaire d'études supérieures (CyPES) de Paris Sciences et Lettres.
Marc Fermigier met au point des méthodes d'étude d'écoulements grâce à l'optique physique (diffusion Rayleigh) puis étudie les instabilités aux interfaces notamment l'instabilité de Rayleigh-Taylor dans les films minces. Avec Bruno Andreotti, il étudie la dynamique du mouillage aux interfaces et les suspensions de colloïdes magnétiques. Il étudie le mouvement de filaments microscopiques et macroscopiques dans des milieux visqueux afin de modéliser la nage à bas nombre de Reynolds.
Il est lauréat du prix Daniel-Guinier de la Société française de physique et membre du comité d'orientation de la chaire « Sciences des matériaux Michelin-ESPCI ParisTech ».

## Publications
- Hydrodynamique physique, Dunod, 1999.
- Interfaces mobiles, dans Gouttes, bulles, perles et ondes, Belin, 2005.
- Multimedia fluid mechanics, avec David Quéré, Cambridge University Press, 2008.